# Čang Jou-sia
Čang Jou-sia (čínsky pchin-jinem Zhāng Yòuxiá, znaky zjednodušené 张又侠; * červenec 1950) je čínský komunistický voják a politik,  místopředseda ústřední vojenské komise Komunistické strany Číny a člen politbyra ústředního výboru KS Číny (obojí od 2017) a také místopředseda ústřední vojenské komise Čínské lidové republiky (od 2018). Předtím byl členem ústředních vojenských komisí, stranické od 2012 a státní od 2013, náčelníkem Hlavní správy vyzbrojování Čínské lidové osvobozenecké armády (2012–2017) a velitelem Šenjangského vojenského okruhu (2007–2014). Je synem komunistického generála Čang Cung-süna, nicméně vojenskou službu začal jako prostý voják v Jün-nanu, účastnil se bojů v čínsko-vietnamské válce roku 1979 a 1984.

## Život
Čang Jou-sia se narodil v červenci 1950 v Pekingu. Je synem Čang Cung-süna, komunistického generála v čínské občanské válce, později v 50.–70. letech významného generála Čínské lidové osvobozenecké armády (ČLOA). Čang Cung-sün pocházel z prefektury Wej-nan v provincii Šen-si, stejně jako Si Čung-sün, otec Si Ťin-pchinga. Ve 40. letech Čang Cung-sün sloužil jako zástupce velitele Severozápadní polní armády/1. polní armády/Severozápadního vojenského okruhu zatímco Si Čung-sün byl komisařem zmíněných svazků.
Roku 1968 Čang Jou-sia vstoupil do armády ve svých 18 letech. Službu začal jako voják ve 40. divizi 14. armády v Jün-nanu. Roku 1969 vstoupil do Komunistické strany Číny. Do roku 1979 postoupil na velitele roty. Účastnil se bojů během čínsko-vietnamské války roku 1979. Během let 1979–1984 povýšil z náčelníka štábu pluku přes zástupce velitele až na velitele pluku. Roku 1984 se opět zapojil do bojů na čínsko-vietnamské hranici. Ve 40. divizi zůstal do roku 1994, poslední čtyři roky jako její velitel. Poté působil jako zástupce velitele (1994–2000) a velitel (2000–2005) 13. armády. Roku 1997 byl povýšen na generálmajora.
Roku 2005 byl přeložen do Pekingu na místo zástupce velitele Pekingského vojenského okruhu, od roku 2007 velel Šenjangskému vojenskému okruhu. Roku 2007 byl také povýšen na generálporučíka. Na závěr XVII. sjezdu Komunistické strany Číny v říjnu 2007 byl zvolen členem ústředního výboru (znovuzvolen 2012, 2017 a 2022).  V červenci 2011 byl povýšen na generálplukovníka.
Před XVIII. sjezdem Komunistické strany Číny, který se konal v listopadu 2012, došlo k rozsáhlé obměně vedení ozbrojených sil, v jehož rámci Čang Jou-sia přešel z Šen-jangu do Pekingu na místo náčelníka Hlavní správy vyzbrojování ČLOA (začátkem roku 2016 reorganizované v Hlavní správu výzbroje a vojenské techniky ústřední vojenské komise, v jejím čele stál do roku 2017). Vzápětí byl na závěr XVIII. sjezdu zvolen členem ústřední vojenské komise KS Číny. V březnu 2013 byl pak jmenován i členem ústřední vojenské komise Čínské lidové republiky.
Na XIX. sjezdu KS Číny v říjnu 2017 byl zvolen členem politbyra ÚV KS Číny a místopředsedou ústřední vojenské komise KS Číny. V březnu 2018 byl pak jmenován i místopředsedou ústřední vojenské komise Čínské lidové republiky. Ačkoli se očekávalo, že Čang Jou-sia na XX. sjezdu KS Číny v říjnu 2022 odejde do důchodu v rámci neformálního pravidla o penzionování ve věku 68 let a výše, byl přesto znovuzvolen členem ústředního výboru, politbyra a místopředsedou ústřední vojenské komise (a v březnu 2023 i místopředsedou státní ústřední vojenské komise). Vzhledem k rodinným spojením je Čang Jou-sia považován jednoho z nejbližších Si Ťin-pchingových spojenců v armádě.